# 法什塔
法什塔（瑞典語：Farsta）是瑞典首都斯德哥爾摩的一個区，位於斯德哥爾摩南部。2014年人口55,300人，面積15.40 km²。法爾斯塔下由十個分區構成。